# Бранко Пиргић
Бранко Пиргић Пирга (Ваљево, 26. фебруар 1952 — Београд, 8. децембар 2017) био је српски књижевник и књижевни критичар.

## Биографија
Завршио је Филолошки факултет Универзитета у Београду, на одсеку за књижевност. Радио је као професор и новинар. Током тридесетак година, осим књижевних критика и есеја, објавио је и пет књига прозе. Књижевно-теоријски чланци објављивани су у бројним дневним новинама и недељним часописима, у књижевним публикацијама и зборницима.
Био је запослен у Матичној библиотеци „Љубомир Ненадовић“ у Ваљеву као организатор културних програма. Добио је стручно звање библиотекара 2000. године. Предавао је српски језик у Канади исељеничкој деци. Након тога је постао слободан уметник и преселио се у Београд. Организовао је и учествовао у бројним културним догађајима Београда и Ваљева.
У браку са дечјим неуропсихијатром др Биљаном (дев. Крстивојевић) добио је сина Богдана.
Осим књижевности, Пиргић је цео живот неговао и љубав према фотографској уметности. Тако је на крају књижевне вечери у Осечини 2013. публици представио своју колекцију фотографија „Фотоуспутница”.
Умро је 8. децембра 2017, а сахрањен је 11. децембра на Новом гробљу у Ваљеву. Истог дана је била комеморација у Библиотеци „Љубомир Ненадовић”.
На скупу-комеморацији поводом Пиргићеве смрти које је у Београду организовало Српско књижевно друштво 17. јануара 2017, говорили су о писцу и његовом опусу Бранислава Марковић, Милош Кнежевић, Васа Павковић, Миљурко Вукадиновић, Ђорђе Јанић, Мирко Магарашевић, Никола Дробњаковић и Јанко Вујиновић.

## Књиге прозе
- Повратак у сутон, ауторско издање, Ваљево, (1995). стр. 70.
- Небо над Ваљевом, ауторско издање. [3]
- Одлазак у сумрак, „Логос”.
- Ево ме, ту сам, „Логос”. (избор из претходне три књиге са неким новим причама)[4]
- Искре из пепела, „Логос”.

## Критичка рецепција
- Мирко Магарашевић о књизи прозних записа Искре из пепела: „Пиргићева уметничка перцепција држи се једног од строгих захтева чеховљевског правила: ничег сувишног! Не допусти у свом изразу вербалну расутост, опширност — поштуј смисао и примену сваке речи, не расплињавај исказ. На тако солидно освојеној прозној подлози, Бранко Пиргић постиже пуноћу сваке исказане ’епизоде’, даје целовитост фрагментарно виђеним и оживљеним ситуацијама које, иако су највећма везане за ваљевски крај и шумадијски дух, имају естетски, психолошки и емотивно шири значај који сеже ка магловитим сферама српског националног карактера.“[тражи се извор]